# Římskokatolická farnost u kostela Neposkvrněného početí Panny Marie, Brno
Římskokatolická farnost u kostela Neposkvrněného početí Panny Marie, Brno je územním společenstvím římských katolíků v rámci brněnského děkanství brněnské diecéze.

## Historie farnosti
Vznik farnosti souvisí s výstavbou secesního kostela v Brně na Křenové ulici v prvních letech 20. století. Kostel byl postaven v letech 1910-1913 podle projektu Franze Holika v místě zaniklého středověkého špitálu. Kostel vysvětil brněnský biskup Pavel Huyn 18. ledna 1914. Dva dny po svěcení se tento chrám stal farním kostelem, když na něj byla listinou biskupa Huyna přenesena farní správa od kostela svaté Maří Magdalény. Původní území farnosti bylo v roce 1924 rozšířeno o Nové Černovice.

## Duchovní správci
Farářem zde byl od 1. října 2010 do července 2013 R. D. Mgr. Jan Kabeláč. Od roku 1999 až do úmrtí v prosinci 2012 působil ve farnosti jako farní vikář biskup Jan Blaha. Od 1. srpna 2013 je farářem P. Dipl. Theol. Univ. Petr Polívka, ISch. 

## Bohoslužby
| Kostel                                   | Místo          | Bohoslužba | Poznámka     |
| ---------------------------------------- | -------------- | --- | ------------ |
| Kostel Neposkvrněného početí Panny Marie | Brno-Křenová   | neděle 8,00 9,30 11,00 18,30 pondělí 6,00 úterý 6,00 18,30 středa 6,00 18,30 čtvrtek 6,00 18,30 pátek 6,00 18,30 sobota 18,30 | farní kostel |
| Kaple Psychiatrické nemocnice            | Brno-Černovice | sobota 14,20 | kaple        |

## Aktivity ve farnosti
K pravidelným pobožnostem patří křížová cesta v postní době (pátek, neděle 18:00), pobožnost vedená Mariinou legií (pondělí 18:00), adorace a pobožnost k Božskému srdci Páně (první pátek v měsíci 18:00), mariánská pobožnost (první sobota v měsíci 18:00) a fatimská modlitba svatého růžence (vždy 13. dne v měsíci ve 12.00).  Každý pátek po večerní bohoslužbě je možnost posezení a rozjímání nad biblickými texty. Jednou za čtrnáct dní probíhá příprava ke svátosti biřmování. Výuka náboženství se koná ve farní učebně a na ZŠ Řehořova.
Dnem vzájemných modliteb farností za bohoslovce a bohoslovců za farnosti brněnské diecéze je 19. únor. Adorační den připadá na 21. červenec.